# 比爾·杜克
小威廉·亨利·杜克（英語：William Henry Duke, Jr.，1943年2月26日—），美國男演員、導演、製片人及編劇。杜克以約193公分的身高而聞名，除了時常出演動作片外，偶爾也會出現在喜劇片中。其知名作品如電影《美國舞男》（1980年）、《魔鬼司令》（1985年）、《終極戰士》（1987年）、《三不管地帶》（1987年）、《驚弓之鳥》（1990年）、《社會的威脅》（1993年）、《以毒攻毒》（2001年）及《X戰警：最後戰役》（2006年）。
除了演員外，杜克也執導過多部電影及電視劇，如電影《臥龍戰警》（1992年）、《修女也瘋狂2》（1993年）、《黑道尖兵》（1997年）和《生而平等》（2017年）。

## 早年
比爾·杜克出生於紐約州波啟浦夕市，是愛賽兒·路易斯·道格拉斯（Ethel Louise Douglas）及老威廉·亨利·杜克（William Henry Duke, Sr.）的兒子。杜克曾就讀位在海德公園的富蘭克林·羅斯福高中（Franklin D. Roosevelt High School），之後在波啟浦夕市的達切斯社群學院主修藝術和創意寫作。從達切斯畢業後，他在波士頓大學主修戲劇並取得文學士學位。杜克從蒂施藝術學院及AFI戲劇學院畢業後，他於1971年起開始出演音樂劇。

## 外部連結
- 官方网站
- 比爾·杜克在互联网电影资料库（IMDb）上的資料（英文）